# Dionisio Pamplona Polo
Dionisio Pamplona Polo o Dionisio de San Barnabás (Calamocha, 11 de octubre de 1868-Monzón, 25 de julio de 1936) fue un sacerdote escolapio español, asesinado durante la Guerra Civil en 1936. Considerado mártir, es venerado como beato en la Iglesia católica.

## Biografía
Dionisio Pamplona Polo nació el 11 de octubre de 1868, en la localidad de Calamocha, provincia de Teruel (España), siendo el 2º de 3 hermanos , del matrimonio de Santiago Pamplona y Damiana Polo. Ingresó al noviciado de la Orden de las Escuelas Pías en la ciudad de Peralta de la Sal (provincia de Huesca) en 1882. Allí mismo profesó sus primeros votos en 1885. Estudió la filosofía en Ayegui y la teología en San Pedro de Cardeña. Finalmente, fue ordenado sacerdote el 7 de septiembre de 1893, en la comunidad de los escolapios de Jaca.
Luego de ser ordenado sacerdote, Dionisio fue ejerció diferentes cargos en su orden religiosa: especialmente como profesor en los colegios de Jaca, Sos del Rey Católico, Zaragoza, Alcañiz, Pamplona y Barbastro; además de ecónomo, secretario provincial y maestro de novicios. En 1919 fue trasladado a la comunidad escolapia de Buenos Aires (Argentina) y regresó a España en 1923 para ocupar el cargo de director del colegio de Pamplona. En 1934 fue elegido superior de la comunidad escolapia de Peralta de la Sal (Huesca). Allí le sorprendió el inicio de la guerra civil española. El 23 de julio de 1936, milicianos entraron armados en la comunidad y se llevaron a todos los religiosos y los encarcelaron en Casa Llari. A Dionisio lo encerraron en la cárcel del pueblo y más tarde fue trasladado a la cárcel de Monzón. El 25 de julio lo sacaron junto a otros veintitrés prisioneros y los acribillaron en la Plaza Mayor. Dionisio iba a la cabeza del grupo y murió a gritos de «¡viva Cristo Rey!». Sus restos fueron arrojados a una fosa común en el cementerio del pueblo.

## Culto
Fue beatificado por el papa Juan Pablo II el 1 de octubre de 1995, a la cabeza de un grupo de doce compañeros mártires escolapios de Aragón. En la ceremonia, llevada a cabo en la plaza de San Pedro de la Ciudad del Vaticano, el pontífice destacó que «Dionisio Pamplona y sus compañeros mártires no son héroes de una guerra humana, sino educadores de la juventud, que por su condición de religiosos y maestros afrontaron su trágico destino como auténtico testimonio de fe».
La Iglesia católica celebra la memoria del beato Dionisio Pamplona y sus compañeros mártires escolapios de Aragón el día 25 de julio. Es venerado en especial modo como Memoria obligatoria, en la Orden de los Clérigos Regulares de las Escuelas Pías, en su pueblo natal Calamocha (Teruel), y en la localidad de Monzón (Huesca).